# Sennin Buraku
Sennin Buraku (jap.: 仙人部落), auch bekannt als Hermit Village oder Village of the Immortals, ist eine japanische Manga-Serie von Ko Kojima, die zwischen 1955 und 2014 veröffentlicht wurde. Sie wurde als Animeserie sowie als Realfilm adaptiert. Der Manga lief länger als jeder andere Comicstrip eines einzelnen Zeichners und die Verfilmung war der erste Erotik-Anime im Fernsehen.

## Inhalt
Sennin Buraku spielt in Taoyuan, einem kleinen Dorf aus der Edo-Zeit, das ausschließlich von taoistischen Asketen bewohnt wird. Der ältere Meister von Sennin, erforscht Magie und Alchemie, während sein Schüler Sennin weiterhin mehr an den Freuden des Fleisches interessiert ist. Zum Ärger seines Meisters hat er sich in drei hübsche Schwestern verliebt, die in der Nähe wohnen.

## Veröffentlichung
Der Manga erschien von 1956 bis 2014 im Magazin Asahi Geinō beim Verlag Tokuma Shoten.

## Verfilmungen
Die erste Adaption des Mangas war ein Realfilm. Dieser kam am 8. Februar 1961 in die japanischen Kinos.
Es folgte eine Anime-Serie, die von Tele-Cartoon Japan (heute Eiken) produziert worden war. Regie führte Fumiaki Kamigami und die Drehbücher schrieb Akira Hayasaka. Die Designs entwarf Tsutomu Kojima und die Animationsarbeiten leitete Susumu Nojima. Die Musik komponierte Takeo Yamashita. Für den Vorspann verwendete man das Lied Sennin Burakku Theme von Three Graces.
Die insgesamt 23 je 15 Minuten langen Folgen wurden ab dem 4. September 1963 von Fuji TV ab 23:40 Uhr ausgestrahlt. Die letzte Folge wurde am 23. Februar 1964 gezeigt.
| Rolle  | Japanische Sprecher (Seiyū) |
| ------ | --------------------------- |
| Sennin | Hyakusho San'yutei          |
|        | Ichikawa Danjuro            |
|        | Yoshiaki Hanayagi           |
|        | Tomoko Kokai                |
|        | Ichirō Nagai                |

## Bedeutung
Der Manga gehört zu den am längsten gelaufenen Mangaserien und Comicstrip-Serien allgemein. Bei seinem 50-jährigen Jubiläum 2006 hatte der Manga eine längere Veröffentlichungsdauer als die Peanuts und ist seither die Serie, die über die längste Zeit vom gleichen Zeichner geschaffen wurde.
Die Verfilmung als Anime war die erste Animeserie für Erwachsene und entsprechend die erste im Spätprogramm. Die Zielgruppe und Inhalte brachten für die Produzenten jedoch das Problem, dass nur schwer Sponsoren zu finden waren. Der Erfolg bei den Fernsehzuschauern blieben ebenfalls aus. In der Folge wurden zunächst keine weiteren Erotikserien für das Fernsehen produziert und das Studio orientierte sich zu Kinderserien um.